# ロイヤルフードサービス
ロイヤルフードサービス株式会社は東京都世田谷区に本社を置き、ロイヤルホスト、天丼てんや、シズラーなどの外食事業を展開する企業。ロイヤルホールディングスの特定子会社で、ロイヤルグループの外食事業を担う。

## 概要
江頭匡一が創業したロイヤル株式会社が2005年に持株会社へ移行した際に設立された事業会社を源流とする。当初は北海道と九州は地域子会社となっていたが、後に合併して1社となり、さらにロイヤルグループ傘下となった子会社を吸収合併する形で現在に至る。法人格としては（3代目）ロイヤル株式会社から会社分割されたロイヤル関東株式会社が元となっているため、設立日が持株会社移行時では無くその2年後になっている。

## 沿革
特記なき限り有価証券報告書の記述及び公式サイトの記述に基づく。便宜上、当社設立前の前身会社の沿革も一部記す。
- 1953年11月 - 福岡県福岡市東中洲（現・博多区中洲）にレストラン「ロイヤル中洲本店」（現・レストラン花の木）を開業、有限会社ロイヤルを設立
- 1956年5月 - （初代）ロイヤル株式会社を設立
- 1969年9月 - 福岡市大字那珂に本社移転
- 1971年12月 - 福岡県北九州市黒崎に「ロイヤルホスト」1号店を出店
- 1973年 - 東京都港区赤坂に「シェーキーズ」1号店を出店
- 1975年11月 - 大阪ガスの子会社・キンレイが「オージー・ロイヤル株式会社」を設立
- 1982年8月 - 東京都世田谷区桜新町に東京本社を設置
- 1989年3月 - ロイヤルと麒麟麦酒との共同出資によりアールアンドケーフードサービス設立
- 1989年9月 - 丸紅・日清製粉などの出資によりテンコーポレーション設立、東京駅八重洲地下街に「天丼てんや」1号店を出店
- 1991年4月 - ロイヤル直営事業として「シズラー」1号店を出店
- 2002年4月 - ロイヤルがオージー・ロイヤルを連結子会社化
- 2005年7月 - （2代目）ロイヤル[注釈 1]が持株会社に移行し「ロイヤルホールディングス」に改称。事業子会社として「（3代目）ロイヤル」「ロイヤル北海道」「ロイヤル九州」「ロイヤル空港レストラン」「ロイヤルカジュアルダイニング」「ロイヤルマネジメント」を設立。
- 2005年12月 - アールアンドケーフードサービスがキリンダイニングから営業譲受すると共に、ロイヤルHDがアールアンドケーフードサービスを連結子会社化
- 2006年6月 - ロイヤルHDがテンコーポレーションを連結子会社化
- 2007年8月 - （3代目）ロイヤルが会社分割により「ロイヤル関東株式会社」を設立（法人格上における設立日）。
- 2009年1月 - ロイヤル関東が（ロイヤル北海道改め）ロイヤル東日本を吸収合併し、商号を「（2代目）ロイヤル東日本株式会社」に変更
- 2010年1月 - アールアンドケーフードサービスがロイヤルカジュアルダイニングを吸収合併
- 2011年1月 - ロイヤル東日本が（オージー・ロイヤル改め）ロイヤル関西および（ロイヤル九州改め）ロイヤル西日本を吸収合併し、商号を「ロイヤルホスト株式会社」に変更
- 2021年1月 - ロイヤルホストがアールアンドケーフードサービス及びテンコーポレーションを吸収合併し、商号を「ロイヤルフードサービス株式会社」に変更[3]

## 展開する店舗ブランド
○の店舗は、2025年3月現在グループ会社のロイヤルコントラクトサービスが運営。
- ロイヤルホスト - ファミリーレストラン
- 天丼てんや - 天丼・天ぷら専門店、テンコーポレーションの事業を承継
- シズラー - アメリカ発祥のファミリーレストラン（エリアフランチャイザー）
- シェーキーズ - ピザ専門店
- スタンダードコーヒー - カフェ、3店舗
- ロイヤルガーデンカフェ○ - カフェ、7店舗
- ミセスエリザベスマフィン○ - アメリカンマフィン専門店、3店舗
- とんかつおりべ - とんかつ屋、2店舗
- 天ぷらてんや - 天丼てんやの新業態、2店舗

このほか、アールアンドケーフードサービスが事業譲受した麒麟麦酒工場併設レストラン（キリンビアファーム、キリン横浜ビアホール）の運営も手がけていたが、現在は前述のロイヤルコントラクトサービスが運営している。